# دهی (مهرستان)
دهی یا دیهی، روستایی در دهستان دهی بخش مرکزی شهرستان مهرستان در استان سیستان و بلوچستان ایران است. این روستا، مرکز دهستان دهی است.

## جمعیت
بر پایه سرشماری عمومی نفوس و مسکن در سال ۱۳۹۵، جمعیت این روستا برابر با ۶۸۵ نفر (۱۶۲ خانوار) بوده‌است.